# アレクサンドラ・サムセンコ
アレクサンドラ・グリゴーリエヴナ・サムセンコ（ロシア語: Александра Григорьевна Самусенко, ラテン文字転写: Aleksandra Grigor'evna Samusenko, 1922年 - 1945年3月3日）は、ソヴィエト連邦の軍人。最終階級は親衛大尉。大祖国戦争では第1親衛戦車軍に所属し、T-34を指揮した唯一の女性戦車搭乗員である。

## 経歴
1922年、ソビエト社会主義共和国連邦内白ロシア・ソビエト社会主義共和国ホメリ州ジロビン県キロヴォ村のスヴャトエに生まれた。
12歳である1934年から赤軍に入隊（記録によっては1935年）。1939年からはフィンランドとの冬戦争に従軍した。なお、ロシア史研究家ユーリイ・ジューコフの著書では、サムセンコはスペイン内戦にも従軍したとあるが、それはソ連の著作家ファビアン・ガリンによって否定されている。また、彼女の年齢を鑑みてもスペイン内戦への従軍は考えにくい。
大祖国戦争勃発時は陸軍兵站部の歩兵として従軍した。当初は歩兵だったが、ソビエト連邦最高会議幹部会議長ミハイル・カリーニンの推薦により戦車学校へ入校。
1941年10月からは戦車兵としてブリャンスク戦線、西部戦線、ヴォロネジ戦線などを転々としている。その際に3回負傷し、1度は重傷を負った。戦線復帰後、第97戦車旅団に加わりクルスクの戦いへ赴いた。この戦いの最中、サムセンコはドイツ国防軍陸軍の重戦車ティーガーを数両破壊する活躍を見せ、1943年7月28日に赤星勲章を受章した。
1945年、サムセンコは第1親衛戦車軍に異動し、リヴォフ＝サンドミール作戦に赴いた。その中で、彼女は第1親衛戦車旅団の第1戦車大隊で副官を務めていたとされる。
1945年1月、サムセンコ率いる戦車部隊はドイツの捕虜収容所から脱走してきたアメリカ陸軍軍人ジョセフ・ベイルと鉢合わせた。彼女は後方への移送を提案したが、彼はその部隊にとどまった。彼女の部隊にはアメリカのM4中戦車がいたため、彼の存在は大いに役立ったとされる。彼はアメリカとソビエト連邦をまたにかけ戦い抜いた唯一の軍人であり、2008年から2010年まで駐ロシア大使を務めたジョン・ベイルの父親でもある。
1945年3月3日、ドイツ国ポンメルン州ラベス付近のツュールツェフィッツで負傷し、その傷が元で死亡した。

## 叙勲
- 祖国戦争勲章1等 (1945年)[10]
- 祖国戦争勲章2等 (1945年4月10日、死後追贈)[10]
- 赤星勲章 (1943年7月28日)[4]